# Civair
Civair — південноафриканська чартерна авіакомпанія зі штаб-квартирою в місті Кейптаун (ПАР), що працює на ринку пасажирських і вантажних авіаперевезень місцевого значення. Основним видом діяльності компанії є виконання чартерних вертолітних рейсів у важкодоступні населені пункти і промислові об'єкти.

## Історія
Авіакомпанія Civair була заснована в 1989 році як вертолітний оператор на чартерних рейсах регіонального та місцевого значення. У березні 2004 року компанія зробила спробу перекваліфікуватися в бюджетну авіакомпанію, запустивши регулярний пасажирський маршрут з Кейптауна в лондонський аеропорт Станстед. Рейси виконувалися три рази в тиждень на широкофюзеляжному літаку Boeing 747, однак, внаслідок економічних причин були скасовані два місяці.
У грудні 2004 року близько 7400 пасажирів — клієнтів Civar потрапили в складну ситуацію через непередбаченого масового скасування рейсів компанії. Ніхто з пасажирів не був повідомлений заздалегідь, а сама авіакомпанія в силу власних фінансових труднощів не змогла запропонувати ніяких альтернатив. Часткове відшкодування витрат, отримали лише ті клієнти, хто придбав електронні квитки на офіційному сайті авіакомпанії.
Наступний удар по репутації перевізника було завдано в 2005 році, коли виявилося, що Civair використовує логотип південноафриканської Асоціації по стандартизації у сфері бізнесу Proudly South African, не будучи при цьому членом цього об'єднання. За заявою Асоціації в Управління цивільної авіації ПАР генеральний директор Civair Енді Клавер і головний бухгалтер Кобас Нелл були притягнуті до адміністративної відповідальності.

## Флот
Станом на 2004 рік повітряний флот авіакомпанії Civair становили 6 літаків і 6 вертольотів:
Вертольоти
- 2 Bell Jet Ranger Helicopters
- 1 Hughes 500
- 2 Robinson R44
- 1 BO 105

Літаки
- 1 Strikemaster Jet
- 1 Cessna 207
- 1 Cessna 414
- 1 Pilatus PC12
- 1 Pilatus PC12
- 1 Beech Kingair 200